# Sujet libre
 (avril 2025).
Si vous disposez d'ouvrages ou d'articles de référence ou si vous connaissez des sites web de qualité traitant du thème abordé ici, merci de compléter l'article en donnant les références utiles à sa vérifiabilité et en les liant à la section « Notes et références ».
Albums de Art Mengo
Entre mes guillemets
Sujet libre est le septième album studio d'Art Mengo, sorti en 2009.

## Titres
Les treize pistes de cet album sont :
1. Sujet libre
2. Randonnée en famille
3. Je me suis réveillé fragile
4. La nouvelle arche
5. Bagatelle
6. Si tu me licencies
7. Ciao-Wiedersehen
8. Homo sapiens Barnard
9. En attendant Beckett
10. Il fera longtemps clair ce soir
11. Je prendrai sur moi
12. Sac à puces
13. Sujet libre